# Dliê Ya
Dliê Ya là một xã thuộc tỉnh Đắk Lắk, Việt Nam.
Xã ĐLiê Ya có diện tích 182,53 km², dân số năm 1999 là 17.829 người, mật độ dân số đạt 98 người/km².